# Akihabara

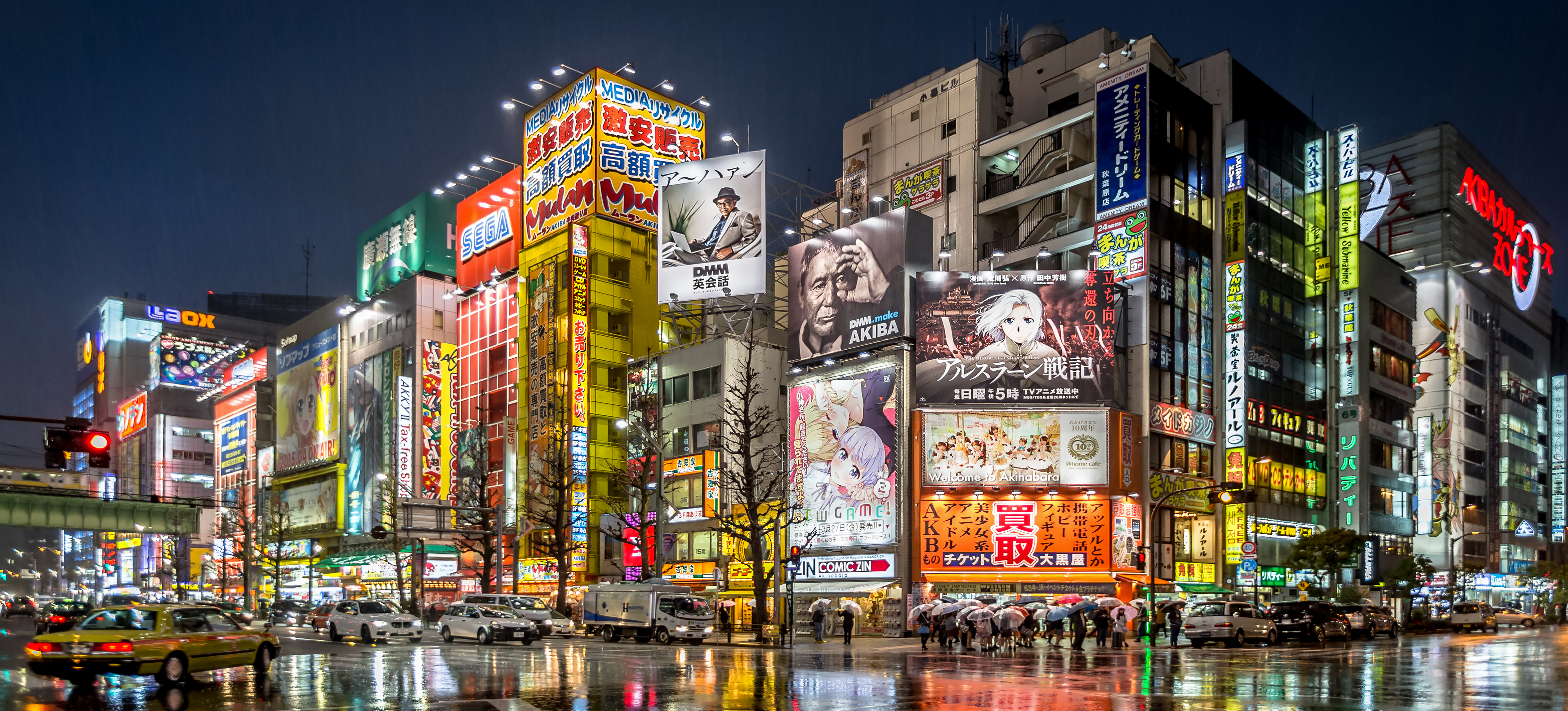
Sklepy Akihabary nocą, 2015

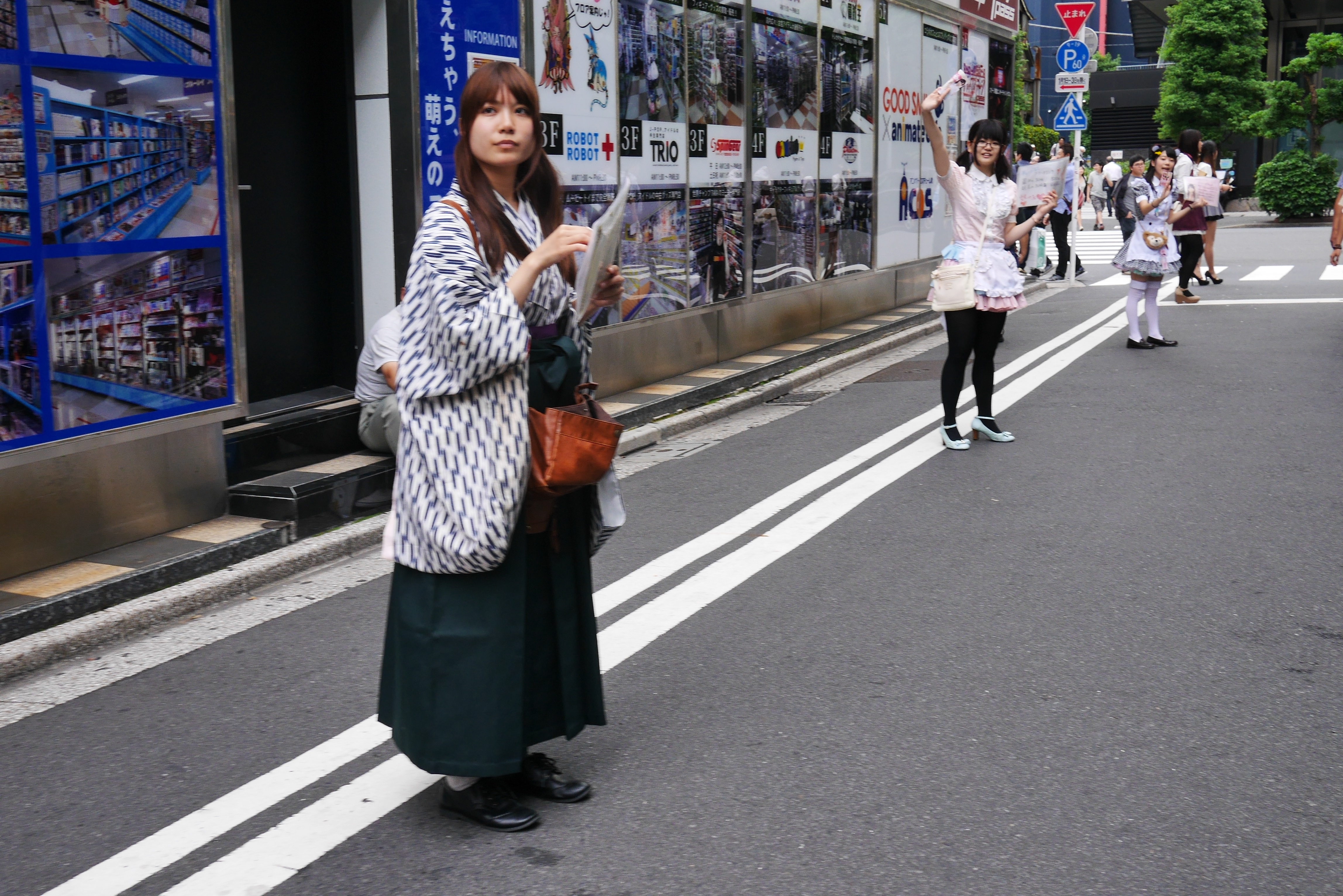
Promocja meido kafe, 2015

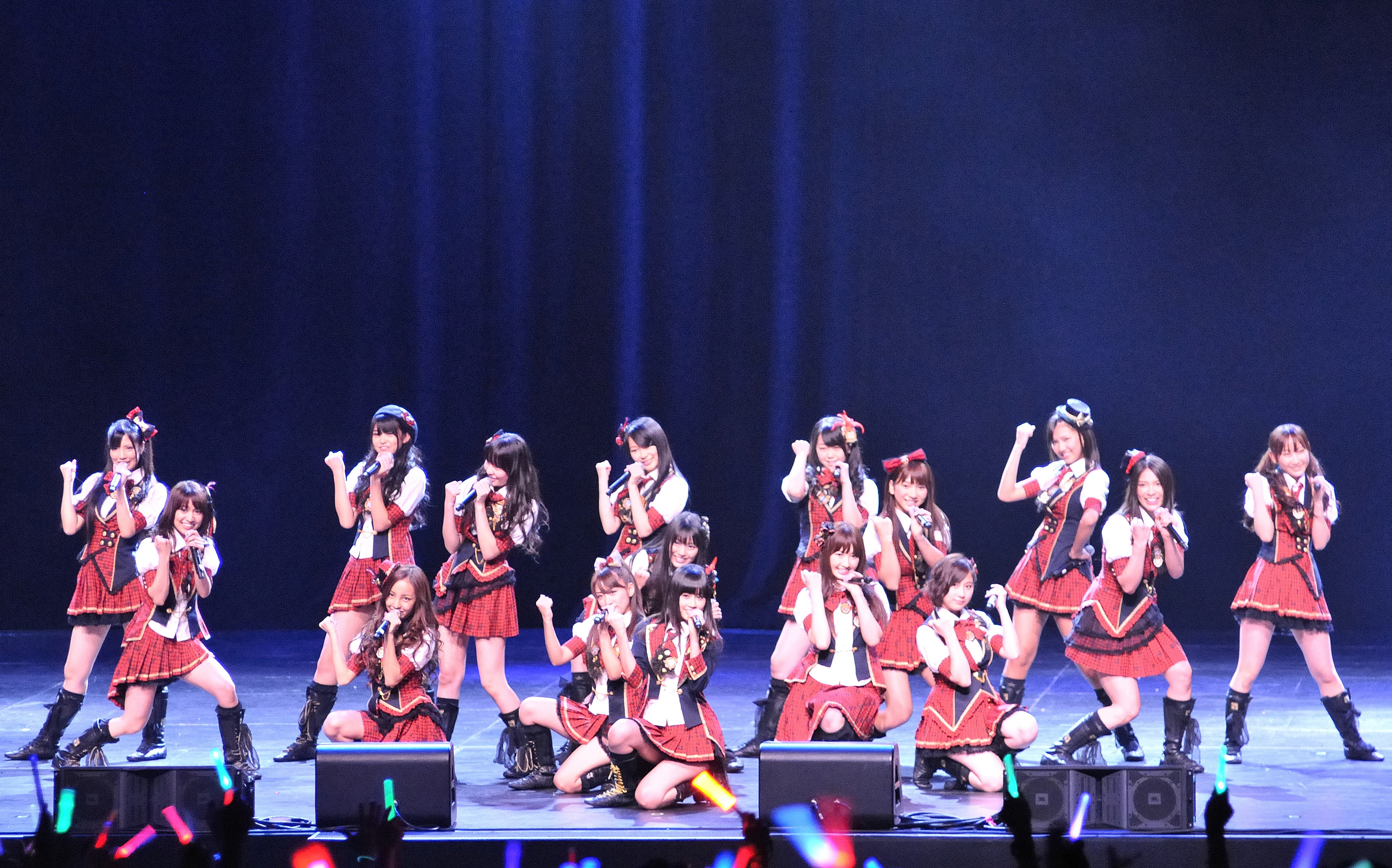
Zespół AKB48 w czasie występu

Akihabara (jap. 秋葉原), również Elektryczne Miasto Akihabara (jap. 秋葉原電気街 Akihabara Denkigai) – rejon wokół dworca Akihabara w tokijskiej dzielnicy Chiyoda. Duże centrum handlu artykułami gospodarstwa domowego, sprzętem elektronicznym, grami komputerowymi i artykułami związanymi z anime i mangą.

## Nazwa
W okresie Edo miasto było trawione częstymi pożarami unicestwiającymi domy z drewna i papieru i odbierającymi życie tysięcy ludzi. Mawiano wówczas: „Pożary i kłótnie to kwiaty Edo". Aby temu zapobiec, w 1869 roku władze państwowe ustanowiły obszar zwany „Chinkabara” (w miejscu dzisiejszej Akihabary) jako „obszar ognioodporny”. Nazwa „Chinkabara” oznacza „pole (równinę) ugaszonego pożaru”. Aby jeszcze bardziej zwiększyć bezpieczeństwo, przeniesiono tu z ówczesnej prowincji Enshū (współczesna prefektura Shizuoka) sanktuarium bóstwa o nazwie Akiba Daigongen (秋葉大権現), chroniącego przed pożarami.  
W nazwie Akiba Daigongen „Akiba” oznacza „jesienne liście”, eufemizm na określenie ognia, pożaru. Ze względu na to, że miejsce to nosiło nazwę Chinkabara, chram poświęcony temu bóstwu pierwotnie nosił nazwę Chinka-jinja, ale skoro bóstwo miało na imię Akiba, to przyjęła się powszechna nazwa Akiba-jinja, a dla całego regionu Akiba.
Było kilka różnych nazw dla tego rejonu, takie jak Akibahara lub Akibappara. Dopiero w 1890 roku, kiedy powstała stacja kolejowa służąca do przewozu towarów (dla pasażerów od 1925 roku), została ona oficjalnie nazwana Akihabara. Popularna, skrócona nazwa Akiba jest używana do dziś.

## Historia
W 1890 roku wzniesiono tu stację kolejową linii Sōbu. Na początku XX w. do dworca doprowadzono linię Yamanote i Akihabara stała się głównym ośrodkiem rozładunku towarów dla stolicy – urządzono tu skład.
Po II wojnie światowej, okolice wokół torów kolejowych zaczęły służyć jako miejsce handlu nielegalnymi towarami. Początkowo sprzedawano tu tekstylia i artykuły pierwszej potrzeby. Następnie jeden z kramów zaczął sprzedawać używane lampy próżniowe i części radiowe na potrzeby studentów pobliskiej szkoły elektrotechniki (Denki Gakkō, od 1949 roku Tōkyō Denki Daigaku, ang. Tokyo Denki University, TDU). Lampy cieszyły się wielkim powodzeniem, ponieważ były wykorzystywane do budowy lub napraw odbiorników radiowych. Inne kramy zachęcone sukcesem konkurencji również zaczęły je sprzedawać, a także inne części elektroniczne.
W 1948 roku amerykańskie władze okupacyjne zarządziły usunięcie kramów, aby zbudować drogi. Władze miasta przygotowały dla handlowców miejsce pod wiaduktem kolejowym pobliskiego dworca, co zapoczątkowało szybki rozwój dzielnicy handlowej. W 1950 roku funkcjonowało tu 120 sklepów, z czego 50 specjalizowało się w elektronice. W latach 90. XX w. powstało również wiele sklepów specjalizujących się w sprzedaży komputerów i oprogramowania.
W latach 90. XX wieku, wskutek pęknięcia bańki spekulacyjnej (ang. „bubble economy”) nastąpiła stagnacja gospodarcza i firmy Akihabary zostały zmuszone do poszukiwania nowych rozwiązań i zmian profilu. Pojawiły się gry komputerowe, artykuły związane z anime i mangą. Na przykład Minami Musen firma, która w latach 50. XX wieku rozpoczęła działalność jako hurtownik urządzeń elektrycznych, rozpoczęła sprzedaż zegarków, biżuterii i futer.  

## Współczesna Akihabara
W Akihabarze funkcjonują setki sklepów elektronicznych. Od malutkich, jednoosobowych straganów specjalizujących się w poszczególnych komponentach elektronicznych po duże sklepy i domy towarowe. Oferują one wszystko, od najnowszych komputerów, aparatów fotograficznych, telewizorów, telefonów komórkowych, części elektronicznych i sprzętu AGD po towary używane i śmieci elektroniczne.
Większość towarów jest przeznaczona tylko na rynek japoński ze względu na: odmienne napięcie elektryczne, różnice techniczne, instrukcje obsługi i dokumentację w języku japońskim i ograniczone warunki gwarancji. Działa tu jednak także wiele sklepów oferujących duży wybór urządzeń bezcłowych, przeznaczonych dla turystów z zagranicy i nadających się do użytku za granicą.
Ulice i uliczki Akihabary są wypełnione licznymi centrami gier, jak: Super Potato, SEGA Game Center, Taito Center. Na ósmym piętrze domu towarowego Don Quijote występuje we własnym teatrze zespół dziewczęcych idolek o nazwie AKB48.
Dzielnica jest ośrodkiem kultury otaku – fanów japońskiej popkultury, głównie anime, mangi i gier komputerowych w tym stylu, a także centrum cosplay. Znajduje się tu wiele kawiarń/barów typu maid café (jap. meido kissa, skrót od kissaten lub meido kafe). Kelnerki są ubrane w kostiumy pokojówek, pełnią rolę służących i traktują klientów, jak panów w prywatnym domu. W języku slangowym termin moe oznacza słodycz, zauroczenie i podkochiwanie się w kimś lub czymś. Jest ono dobrze znane w kulturze otaku Akihabary.
W dniu 8 czerwca 2008 roku miał tu miejsce incydent zwany masakrą w Akihabarze, w którym zginęło 7 osób, a 14 zostało rannych.

## Galeria

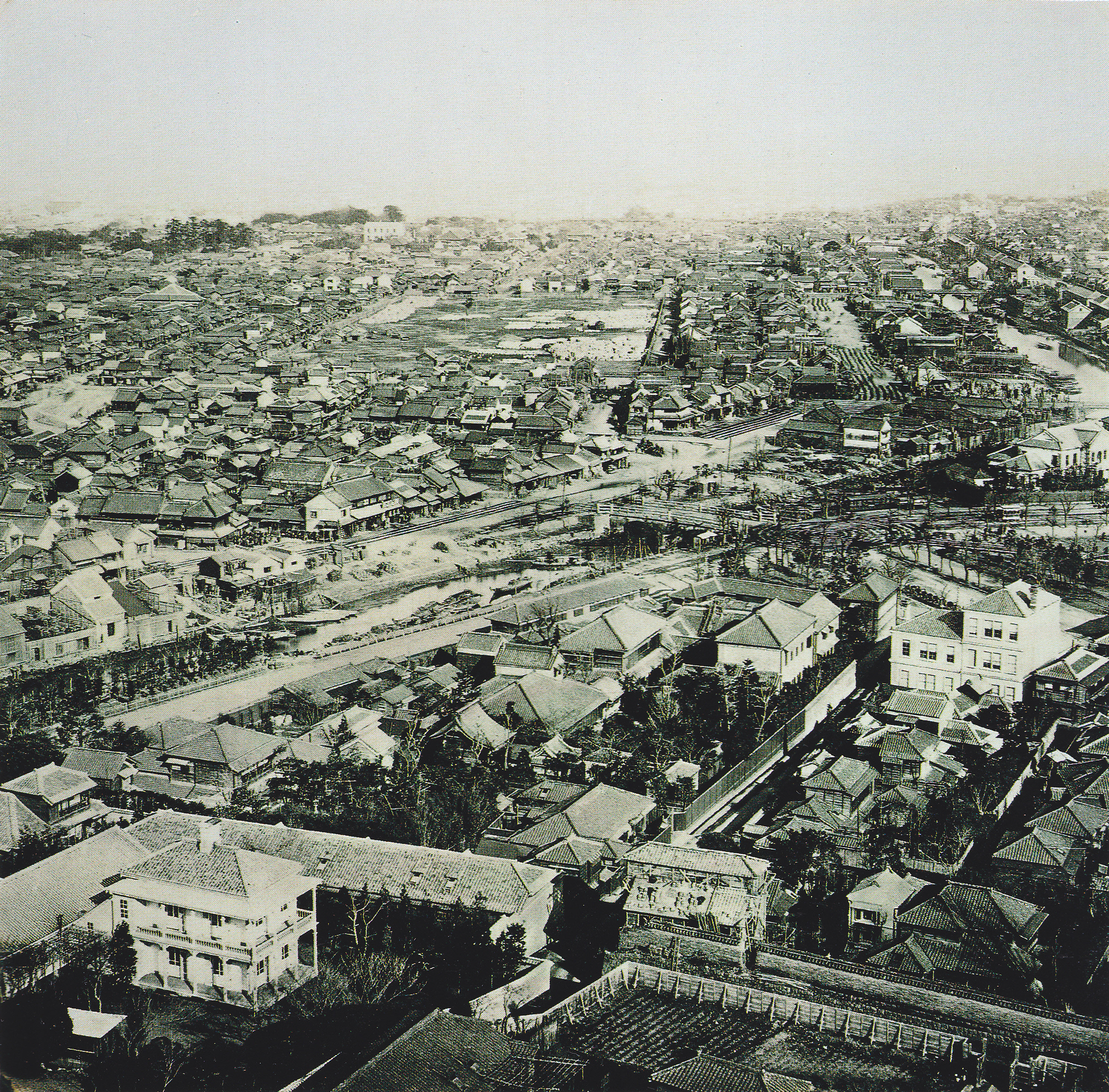
(1) Akihabara, 1889
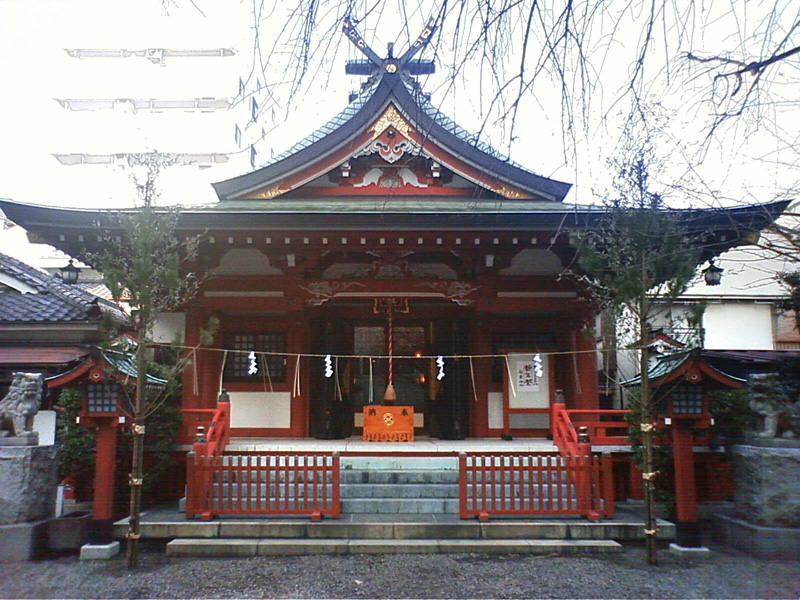
(2) Akiba-jinja
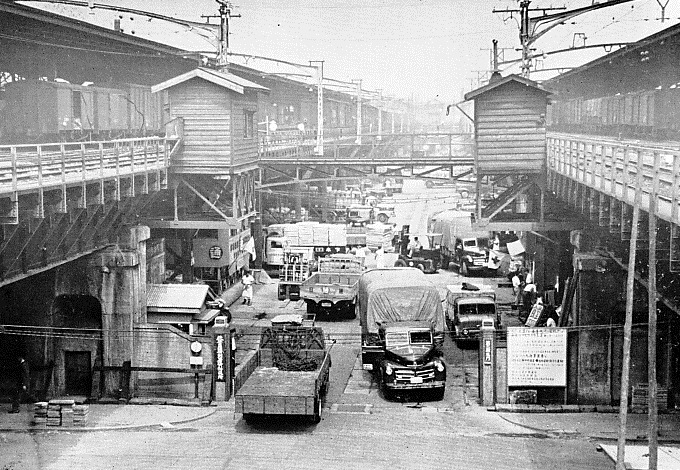
(3) Akihabara towarowa, 1960
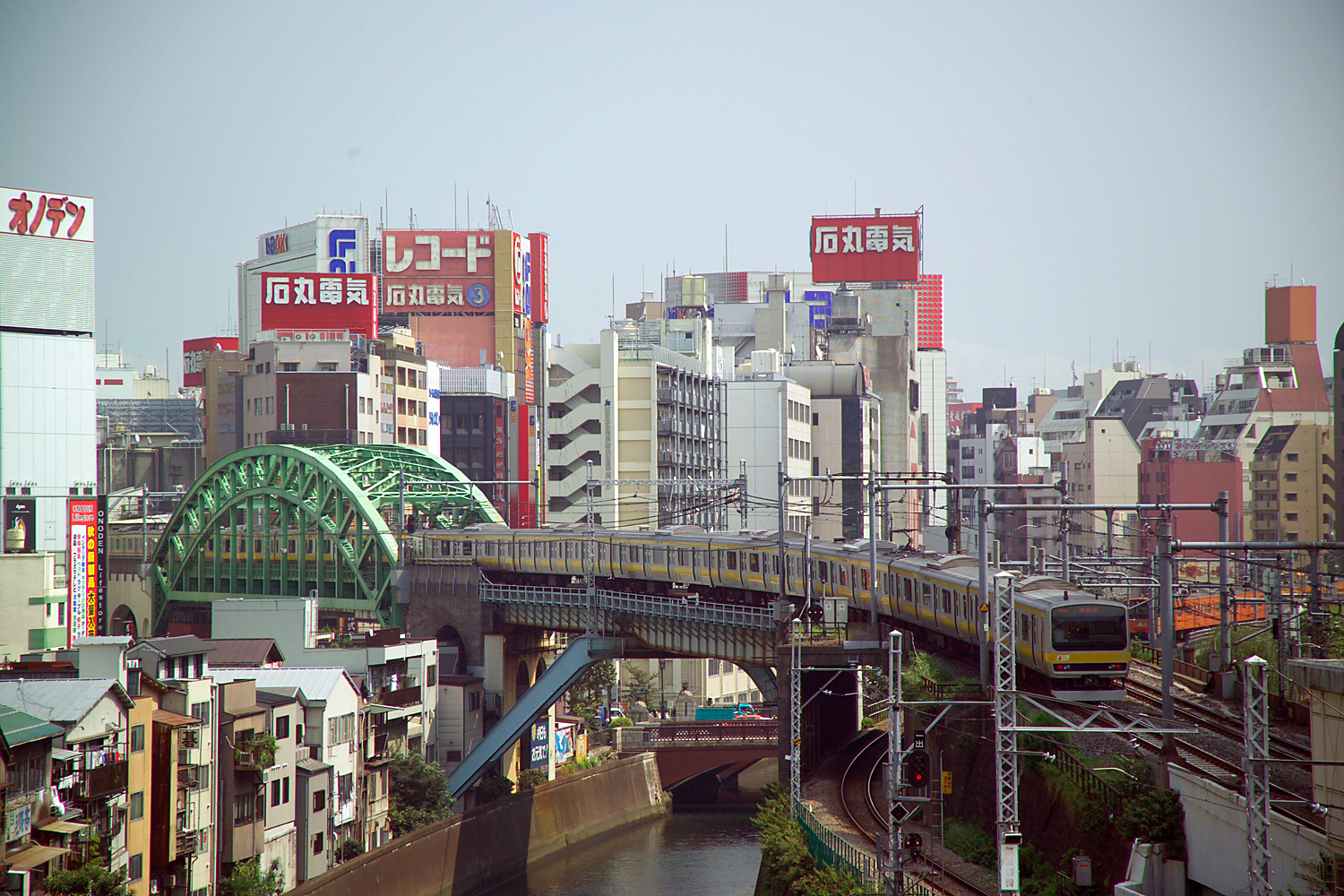
(4) Akihabara po lewej
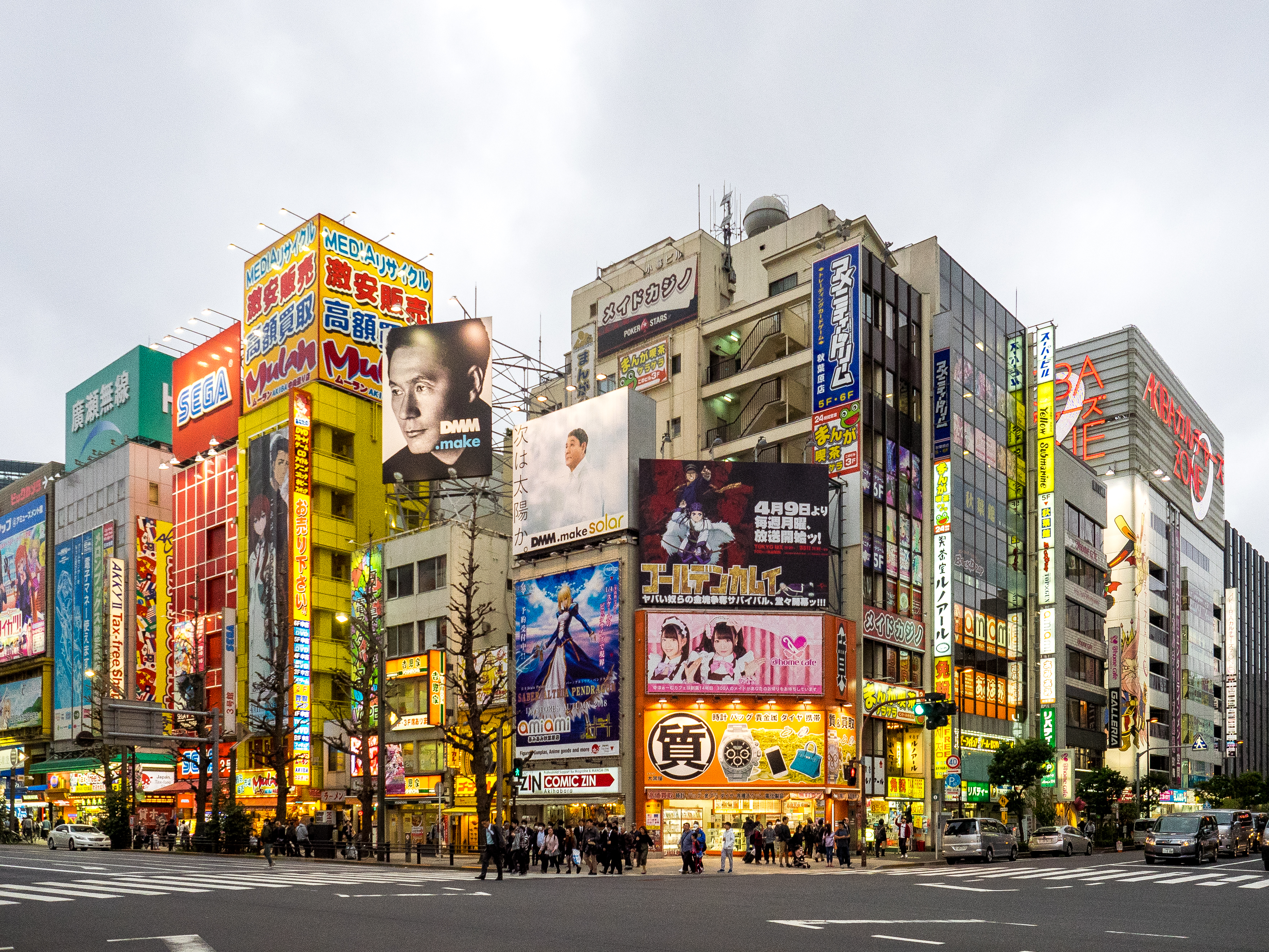
(5) Akihabara, 2018

- (1) Zdjęcie z 1889 roku. Akihabara widziana z budowanego wówczas Soboru Zmartwychwstania Pańskiego. Otwarta przestrzeń w głębi to strefa mająca zapobiegać rozprzestrzenianiu się ognia (hiyoke-chi). Obecnie jest tam dworzec Akihabara
- (2) Akiba-jinja, współcześnie w dzielnicy Taitō-ku
- (3) Stacja przeładunkowa towarów Akihabara, ok. 1960
- (4) Pociąg linii Chūō-Sōbu przejeżdża nad rzeką Kanda; po lewej stronie Akihabara
- (5) Akihabara, główne skrzyżowanie, 2018